# Кићење невесте
„Кићење невесте” је познатије ремек-дело Паје Јовановића (1859 — 1957) једног од највећих српских сликара — типичног представник академског реализма 19. века, и једног од 100 најзнаменитијих Срба. Слика је рађена између 1885. и 1886. године, током једног од Јовановићевих путовања Балканским полуострвом. Под инвентарским бројем 115 заведана је и чува се у Збирци српско сликарство 18. и 19. века, Народног музеја у Београду.

## Називи слике
У литератури слика се појављује и под називима: „Невеста“ — „Ките младу“ — „Опрема младе“.

## Опште информације
Слика „Кићење невесте” је део богатог опуса  Паје Јовановића  са темама из народног живота и историје Срба на простору Балканског полуострва. Овом и осталим сликама са овом тематиком уметник је снажно и широко жело да оствари утицај на ликовно образовање, културу, али и на родољубље Балканских народа.

## Историја слике
Паје Јовановић  је слику осликао у време свог дуготрајног и честог путовања и боравака по Балкану, у првој половини осамдесетих година 19. века (највероватније у периоду 1885 — 86), за Француску галерију, са којом је Јовановић био под уговором. Уговором који је потписао са лондонском галеријом Френч (French Gallery) у време када је завршавао студије у Бечу, Паја Јовановић се обавезао да галерији испоручује слике са темама из живота Црногораца, Херцеговаца и Албанаца. Тако су настале поједине његове слике које су обрађивале теме храбрости, пожртвованости, честитости – вредности које су као своје особине могли препознати и средњоевропски и британски купци Пајиних слика.
Слика је добро примљен од стране критичара и јавности. У поседу француске галерије била је до 1893. године, када га је купио лондонски купац. Југословенско Министарство спољних послова је слику откупило 1935. године са другим радовима и поклонило га Народном музеју Србије, у чијем је поседу. Године 2009. слика је обнављена, а од 2018. године део је сталне поставке у Народном музеју у Београду.

## Опис слике
Ликовна представа „Кићење невесте” као што јој сам назив каже је ведра, фолклорно живописна тематика из свакодневног живота жена и народних свадбених обичаја на Балканском полуострву. Приказ овог народног обичаја уметник је беспрекорно сликарски извео, користећи се обиљем етнографских детаља, и свим релевантним одликама поетике академизма.
Композиција слике

Композицијом слике доминирају топли тонови боје, која је наношена низом дугих и кратких потеза и равномерном расподелом осветљења. Историчари уметности Филиповић-Робинсон примећују да на слици владају интимна осећања, која приписују Јовановићевом добром познавању балканског начина живота, јер... 
Он није био странац на сцени...Он је знао своје глумце, сеоске ликове, њихове интеракције, ставове и последичне изразе и говор тела.
 Тако да сама композиција приказује и „припрему и прославу". Златни новчићи које носи невеста, примјећују Филиповић-Робинсон, 
...део су мираза и симболизују породичну обвезу и понос као и уговорна очекивања чак и међу мештанима скромних средстава...и истовремено...супротставља невестину раскошну одећу осиромашеним пространством њеног окружења.
Филиповић-Робинсон такође тврде да је суштина Јовановићеве поруке, на његовим сликама, лежала у његовој „позитивној карактеризацији живота на Балкану".
Супротстављени став критичарима Јовановићевог дела
Полазећи од чињенице да су неки модерни научници, критиковали Пају Јовановића због тога што је на слици занемарио тешкоће руралног живота на Балкану, Филиповић-Робинсон сматрају да је таква критика неутемељена, повлачећи при томе паралеле између Јовановићевих оријенталистичких дела и савремених популарних реалиста у Француској, чији су радови ретко имали политичке конотације, и никада нису критиковани због занемаривања друштвених питања.

## Значај уметничког дела
Овај рад као једно од најбољих Јовановићевих дела из његовог сликаревог опуса с краја 19. века, гледано заједно са другим Јовановићевим делима из овог периода, пресудно је утицала на развој српског реалистичког сликарства у 19. веку.

## Друга верзија слике
Позната је и друга верзија ове теме на истој слици, али само по опису из литературе, који је настао након конзерваторских испитивања и конзервације слике у Атељеу за рестаурацију уметничких дела Народног музеја у Београду 2009. године. Наиме испод горњих слојева боје откривена је првобитна композиција са истом темом, али нешто другојачијим приказом: 
На тој слици су око невесте две жене које је ките, док је са леве стране приказана мајка како склопљених руку од радости плаче. Такође су насликана и улазна врата са леве стране, крај којих стоји девојка која само што није заплакала, док се са десне стране налазила жена која води девојчицу са даровима ка невести.
 Сликар је поред нових ликовних елемената изменио и формат слике, скраћивањем платна са десне стране за око 7 сантиметара, која је добила коначну димензију 96,5 cm × 136 cm.